# Campionati europei di ginnastica aerobica 2021
I Campionati europei di ginnastica aerobica 2021 sono stati la 12ª edizione della competizione organizzata dalla Unione Europea di Ginnastica.
Si sono svolti a Pesaro, in Italia, dal 17 al 19 settembre 2021.

## Medagliere
| Pos.   | Nazione  | Oro | Argento | Bronzo | Totale |
| ------ | -------- | --- | ------- | ------ | ------ |
| 1      | Bulgaria | 3   | 0       | 0      | 3      |
| 2      | Ungheria | 2   | 1       | 2      | 5      |
| 3      | Romania  | 1   | 2       | 2      | 5      |
| 4      | Italia   | 1   | 1       | 2      | 4      |
| 5      | Russia   | 0   | 3       | 1      | 4      |
| Totale | Totale   | 7   | 7       | 7      | 21     |

## Podi

### Senior
| Evento                | Oro            | Argento          | Bronzo       |
| Individuale maschile  | Daniel Bali    | Roman Semenov    | Davide Nacci |
| Individuale femminile | Darina Pashova | Tatyana Konakova | Teodora Cucu |
| Coppia mista          | Bulgaria       | Ungheria         | Italia       |
| Trio                  | Bulgaria       | Romania          | Russia       |
| Gruppo                | Romania        | Italia           | Ungheria     |
| Danza                 | Ungheria       | Russia           | Romania      |
| Gara a squadre        | Italia         | Romania          | Ungheria     |